# Borsec
Borsec (deutsch Bad Borseck, ungarisch Borszék) ist eine Kleinstadt und ein Kurort im Kreis Harghita in Rumänien. 

## Geographische Lage
Borsec liegt im Szeklerland, im Osten Siebenbürgens im Giurgeu-Gebirge, einem Teil der Ostkarpaten. An der Nationalstraße DN15 befindet sich die Kleinstadt etwa 117 km nördlich von der Kreishauptstadt Miercurea Ciuc.
Borsec verfügt über keinen Bahnanschluss. Die nächstgelegene Bahnhaltestelle befindet sich an der Bahnstrecke Târgu Mureș–Gheorgheni in der 26 Kilometer westlich entfernten Kleinstadt Toplița. Eine einst nach Toplița führende Schmalspurbahn, ist stillgelegt.

## Geschichte
Vermutlich bereits seit dem Spätmittelalter waren die in der Region der heutigen Stadt entspringenden Mineralwässer bekannt. Die Region lag im 18. Jahrhundert auf dem Gebiet der Militärgrenze, die die Südostflanke des Kaisertums Österreich vor dem Osmanischen Reich schützen sollte. Zwischen 1762 und 1764 entstanden die ersten Gebäude zur Behandlung von Kranken. Bereits in den 1770er Jahren wurden die ersten wissenschaftlichen Abhandlungen über die Zusammensetzung der Borsecker Mineralwässer verfasst. 1804 erhielt der Hofkriegskonzipist Johann Valentin Günther eine Konzession zum Verkauf des Wassers. Seit 1806 wird bis heute industriell in Flaschen abgefülltes Mineralwasser unter dem Markennamen „Borsec“ verkauft. 1819/1820 wurde eine Fahrstraße in den Ort errichtet. Seit 1822 wurde das Mineralwasser bis nach Wien gebracht, was die Bekanntheit des Ortes erhöhte.

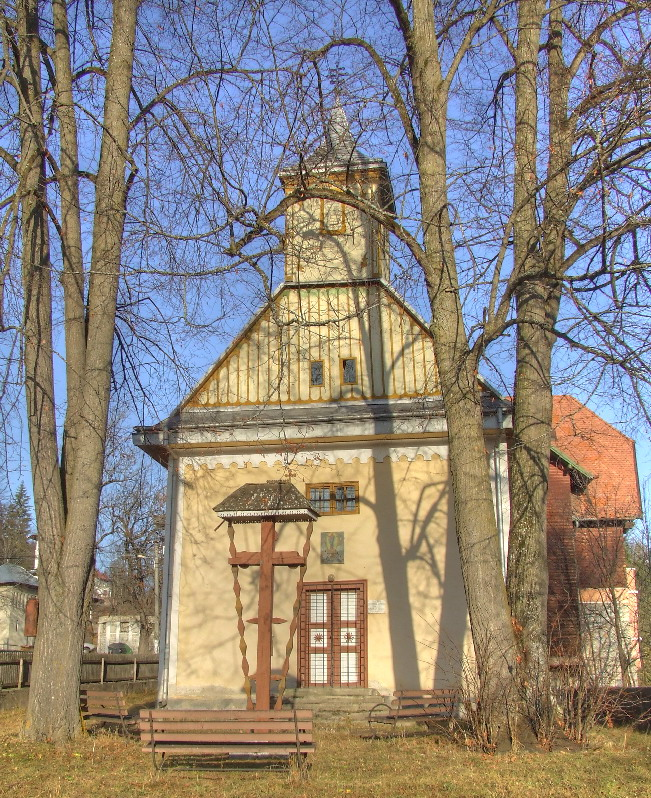
Holzkirche in Borsec

In der zweiten Hälfte des 19. Jahrhunderts wurde der Kurbetrieb weiter ausgedehnt. Auf der Weltausstellung 1873 in Wien erhielt das Wasser eine Auszeichnung mit dem Prädikat „Königin der Mineralwasser“.
Bis 1918 gehörte der Ort zum Königreich Ungarn, zum Fürstentum Siebenbürgen bzw. zu Österreich-Ungarn. Nach dem Ersten Weltkrieg kam er zu Rumänien, von 1940 bis 1944 infolge des Zweiten Wiener Schiedsspruches vorübergehend wieder zu Ungarn. 1956 wurde Borsec zur Stadt erklärt.
Nach dem Zweiten Weltkrieg erfolgte ein weiterer Ausbau der touristischen Infrastruktur. Die wirtschaftlichen Schwierigkeiten des Landes führten jedoch zu einem teilweisen Niedergang des Kurortes.
Die wichtigsten Wirtschaftszweige sind weiterhin der Tourismus und die Mineralwasserproduktion. Die Mineralwasserfabrik in Borsec gehört heute zur 1998 gegründeten Romaqua Group Borsec S.A., die der größte Mineralwasserproduzent Rumäniens ist.

## Bevölkerung
1850 lebten auf dem Gebiet der heutigen Stadt 320 Personen, darunter 144 Ungarn, 104 Deutsche und Juden und 67 Rumänen. Bis 1880 war die Zahl der Bewohner auf 1116 gestiegen. Bei der Volkszählung 2002 wohnten in Borsec 2864 Einwohner, darunter 2240 Ungarn, 607 Rumänen und 14 Roma.

## Sehenswürdigkeiten
- Kuranlagen
- Holzkirche (1847)
- landschaftlich reizvolle Umgebung